# Établissement rural de Mejdouretchié
L'établissement rural de Mejdouretchié (en russe : Сельское поселение Междуречье) est une entité municipale de Russie formée en 2005, du raïon de Kola dans l'oblast de Mourmansk. Son siège administratif est la localité de Mejdouretchié.

## Géographie
L'établissement rural se situe dans le raïon de Kola, un des raïons de l'oblast de Mourmansk. Le raïon et l'oblast se trouvent dans le nord européen de la Russie.

## Politique administration
La municipalité est un établissement rural, qui a été créé en 2005. Elle possède sa propre douma et un chef de l'administration.

## Population
Recensements (*) et estimations de la population,:
| 2010* | 2021* | 2023  | - |
| ----- | ----- | ----- | - |
| 2 503 | 1 476 | 1 447 | - |

## Localités
| Localité      | Statut   | Population 2010 | Population 2021 |
| ------------- | -------- | --------------- | --------------- |
| Belokamenka   | village  | 84              |                 |
| Kilpiavr      | localité | 884             |                 |
| Mejdouretchié | localité | 975             |                 |
| Minkino       | village  | 433             |                 |
| Michoukovo    | localité | 211             |                 |
| Retinskoïe    | localité | 0               |                 |